# 极限脱出系列
《極限脫出》是打越鋼太郎創作的視覺小說冒險遊戲系列，系列前两部《极限脱出 9小时9人9扇门》和《极限脱出ADV 善人死亡》由Spike Chunsoft前身Chunsoft开发，第三部作品《极限脱出 刻之困境》由Chime开发。系列经Spike Chunsoft在日本发行，北美和欧洲的发行分别则由Aksys Games和Rising Star Games。
系列每部作品都有一组九人的角色，他们遭到化名“零”的神秘人绑架俘虏，需要参加一场生死攸关的游戏才能逃脱。游戏系统分为两部分，一个是展现游戏情节的“小说”部分，另一个是供玩家完成密室逃脱场景中谜题的“逃脱”部分。在前两部作品中，“小说”部分以视觉小说模式呈现，到了第三部作品改为过场动画。游戏剧情有多个受玩家选择影响呈现的结局。
除了钢太郎，开发团体还包括角色设计师西村绢和友野瑞、作曲細江慎治。Chunsoft最初希望钢太郎为广大玩家写一部视觉小说，而钢太郎想到将剧情和纳入情节的谜题相结合，系列自此应运而生。虽然首部作品《9小时9人9扇门》按最初计划是独立作品，但北美市场的成功推动了两部配为一对的续作开发；然而，由于《9小时9人9扇门》和《善人死亡》在日本的销量不济，第三部作品在2014年宣布搁置。直到2015年，考虑到粉丝的要求及游戏搁浅变成大新闻，公司才宣布继续开发这部名为《刻之困境》的续作。评论人对系列的评价正面，剧情被赞有实验性，突破了电子游戏剧情的边界。

## 作品

### 主游戏
| 2009 | 《極限脫出 9小時9人9扇門》 |
| 2010 |                            |
| 2011 |                            |
| 2012 | 《极限脱出ADV 善人死亡》   |
| 2013 |                            |
| 2014 |                            |
| 2015 |                            |
| 2016 | 《极限脱出 刻之困境》      |

系列由三部电子游戏组成，前两部的北美英文版由Aksys Games发行，欧洲英文版由Rising Star Games发行。第三部作品的北美及欧洲主机版由Aksys Games发行，Microsoft Windows版由Spike Chunsoft全球发行。
- 《極限脫出 9小時9人9扇門》是系列首部作品，由Spike Chunsoft发行，2009年12月10日登陆任天堂DS，2010年11月16日登陆北美[6][7]；iOS版2013年5月28日登陆日本，2014年3月17日全球发行[8][9]。
- 《极限脱出ADV 善人死亡》是第二部作品，日本版于2012年2月16日登陆任天堂3DS和PlayStation Vita[10][11]，10月23日登陆北美，11月23日登陆欧洲[12][13]。
- 《极限脱出 刻之困境》是第三部作品，北美和欧洲版2016年6月28日登陆任天堂3DS和PlayStation Vita[2][14]，6月30日登陆日本[15]，Microsoft Windows版于2016年6月30日全球发行[5][16]

前两部作品的捆绑包《极限脱出：九人游戏》（Zero Escape: The Nonary Games）的Microsoft Windows、PlayStation 4和PlayStation Vita于2017年3月24日登陆西方国家。在日本，Microsoft Windows和主机版分别于2017年3月25日和4月13日发行，而欧洲PlayStation Vita版于2017年12月15日发行。其中，《9小时9人9扇门》获更新，剧情和冒险模式分开，冒险模式展现角色间的互动，类似于原版的顶部屏幕，而小说模式则利用底部屏幕的额外旁白。两种模式都有动画化的角色和配音。更新版参照另两部作品增设流程图，帮助玩家快速进入游戏的真正结局。然而，该版本没有纳入iOS版新增的结局，最终的谜题也不同。《善人死亡》新版主要改编自PlayStation Vita原版，但修正了一些字体排印错误。

### 其他媒体
首部作品的同人小说《9小时9人9扇门：另类》于2010年由讲谈社发行，分上下册。改编自第二部游戏开场动画的OVA由GONZO制作，Aksys Games配成英语发行。游戏日本开发商的网站上线了一款为《善人死亡》的网页游戏。收录前两作艺术图的画册由SB创意于2012年在日本发行，第三作的画册作为预购礼物在日本发行，在西方国家独立发行。前两作原声带专辑由Super Sweep分别于2009年12月23日和2012年4月19日发行，Aksys还考虑发售基于第三作的周边商品。
Aksys和Spike Chunsoft与日本密室逃脱工作室SCRAP合作，根据《极限脱出》的游戏世界观打造真人密室逃脱游戏《真人极限脱出：信任试炼》。该作品于2016年4月开始在洛杉矶小东京设展数月，玩家需要本着《极限脱出》系列的精神，在有限时间内解决密室谜题。

## 共有元素

### 游戏系统

《9小时9人9扇门》的“逃脱”环节界面，其中玩家需要寻找、组合物件来解决谜题，逃出房间。

系列的游戏系统分为两部分，一个是展现游戏情节的“小说”部分，该部分在前两作中以视觉小说形式呈现，在第三部以过场动画展现；另一个是由密室逃脱场景构成的“逃脱”部分。“小说”部分中，玩家需阅读对白，偶尔作出改变剧情进展的选择。到了“逃脱”部分，玩家的目标是通过摸索房间来解决谜题，找到离开房间的方法。在该环节中，玩家可以自由移动、寻找合成物件来打开锁或获得新物件。每个房间也有更为复杂的谜题，例如滑块类游戏和小游戏，需要配合房间中的线索才能破解。
游戏属沙盒类游戏，前两作剧情设分支路线，有多个结局，取决于玩家选择，玩家只有游玩过不同的分支结局才能抵达最终的真正结局；第三部作品将剧情分成不同章节，称之为“碎片”。每章时长90分钟，可在“浮动碎片”菜单中选取，乱序游玩。在第二部游戏中，分支结局由互动式流程图展现，玩家可以跳到玩过的部分，尝试不同的结局。该流程图也出现在iOS版和《九人游戏》版首部作品。在第三部作品，完成剧情后碎片会出现在流程图中，显示玩家在剧情中所处的位置。

### 剧情和主题
三部作品的剧情紧密联系，《刻之困境》事件发生在《999》和《善人死亡》之间。每部剧情围绕着被面具神秘人“零”绑架的一组九人展开，他们被关在秘密基地，被迫参加死亡游戏，解决密室中的谜题逃脱。前两作的死亡游戏被称为“九人游戏”，第三作的称为“抉择游戏”。一开始，角色们似乎没有共通点，但随着游戏的展开，被选中的每个人都透露自己有特定的目的，部分更和系列之前作品的剧情相关。角色们尝试离开基地，揭穿零的身份，了解零的目的。
系列融入了科幻和惊悚元素及心理和超自然主题。每部游戏透过不同方面挖掘了鲁珀特·谢德雷克的形态形成场这一反复出现的主题，而这也是第一部的主题。第二部聚焦博弈论，尤其是囚徒困境问题。第三款游戏的主题是道德，是该系列中最关注哲学的一作。

## 开发

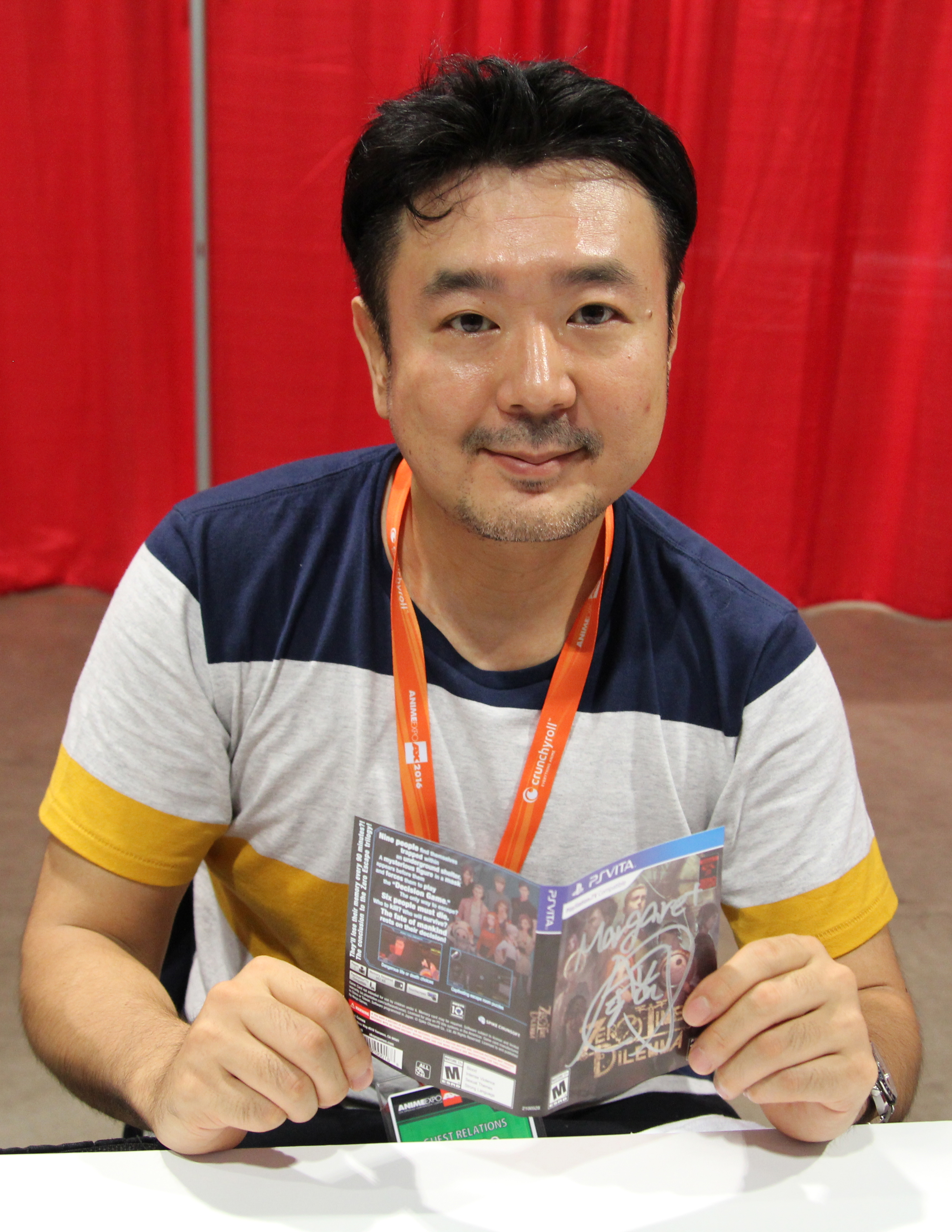
系列的编剧兼导演打越鋼太郎。

系列前两部作品由Chunsoft开发，第三部由Chime开发，打越鋼太郎担任导演兼编剧，Super Sweep細江慎治作曲。前两部角色设计为西村绢，第三部为友野瑞。最初，Chunsoft联系钢太郎，要他为他们写一部视觉小说，系列由此应运而生。他们发现视觉小说类游戏很受欢迎，不过就希望打造一种新类型，吸引更多玩家。对此，钢太郎想到将剧情和谜题相结合，谜题融入剧情，带来线索，玩家需要将其解决才能取得进展。首部游戏的灵感源于问题“人类的灵感来自哪里？”在探究这个问题的过程中，钢太郎碰到了英国生化学家鲁珀特·谢德雷克的理论，便把它们当做主题。游戏设定旨在描绘人类两种本能的欲望：一种是想要回到母亲子宫中封闭自己的下意识欲望，另一种是逃离克服当下环境的欲望。
钢太郎最初把《999》当成独立作品编剧，但游戏不俗的口碑促成了续集的开发。跟《999》比起来，首部续集《善人死亡》的紧张感被故意调低，而调查结果表明部分日本民众认为《999》好像“太吓人”，不敢购买。钢太郎表示第二部续集《刻之困境》计划于2016年发行，会“把调子跳高”，回应玩家称赞《999》紧张感的反馈。两部续集被故意打造成“一套两部”。按钢太郎的计划，第二部作品结局会设置悬念，第二部作品剩下的所有谜团会在第三部解决，也会在第三部登场。尽管计划把系列打造三部曲，在第三部结束剧情，他还是对“新事件的到来”持开放态度，如果粉丝要求。
尽管首部作品在西方国家的优秀表现促使Spike Chunsoft决定开发续集，但首部和续集在日本的销量不济。有鉴于此，原本于2012年公开的第三部作品，未得到公司管理层的批准。2014年2月，消息指游戏的开发完全停止。钢太郎研究了利用Kickstarter之类的网站群众募资资助开发工作的可能性，他认为这个想法不足以达成目标。他也找过高管和投资人。听闻游戏会中断，系列粉丝启动蓝鸟行动（Operation Bluebird）线上活动，提高系列知名度，支持开发。2015年7月，Aksys Games宣布继续开发第三部游戏。原来，游戏被搁置变成大新闻后，粉丝纷纷大声疾呼，要求第三部作品，这才使得游戏被重新评估。凭借第三部作品，开发团队希望改造系列在日本的形象。为此，他们使用了系列的英文名字《Zero Escape》，放弃之前日本发行时用的《Kyokugen Dasshutsu》。

### 编剧
对于《极限脱出》，钢太郎认为剧情也属于游戏系统。他表示虽然其他游戏都是玩家朝人们打打枪，剧情在其中不过起增强作用，他认为视觉小说的剧情应该是游戏系统的一部分。举个例子，第二部作品让玩家学习信息，直到输入解决方案才能继续通过某些点，而这个参考了1994年电子游戏《恐怖驚魂夜》的点子，目的是要使故事进入玩家“皮囊之下”，让玩家和玩家角色串连体会游戏的世界，共同进步。系列还有作家艾萨克·阿西莫夫和库尔特·冯内古特的影子。钢太郎认为但凡创意作品都有90%的内容出自他人的作品，剩下的10%才是自由发挥，而这个问题值得作家在思考如何将自身的影响力与思想巧妙融合时探讨。
钢太郎优先考虑剧情而不是角色，利用不适感作为剧情的奠基石。他首先构思场景设定，之后塑造人物及他们背后的故事和剧情。在这之后，他决定了游戏剧情的核心，根据中心点打造成为“剧情骨架”的流程图。钢太郎认为，游戏的设定只要能形成内部逻辑，即便太过牵强也没有关系。他表示只要剧情有趣、够吸引，玩家碰到难以置信的情况也会觉得很合理。另一方面，他表示如果专门强行把剧情变得合理，通过强行解释说明情况，反而会让剧情变得无聊，不合理的地方看上去更加不合理。相反，他选择倚靠玩家的想象力，觉得玩家有办法将事情变成似乎合理，这是自己想象不出来的。为了让剧情更有信服度，他加入了许多概念，其中一个是薛定谔的猫，他认为这个会增加趣味，让玩家不断思考这个特定的概念会不会成为游戏的中心思想。他觉得玩家这样考虑，便会在脑海中打造游戏世界，这会让故事感觉更加真实。
确定剧情和主角后，他平衡了各个角色，使得他们体现了不同的性别、性格和年龄。在设定人物性格时，他参照了九型人格，将角色分成九组。之所以这样做，是考虑到了《999》剧情中数字“9”的重要性。另一种塑造人物的关键方法是塑造他们背后的谜题，这样一来玩家就会对人物的身份和身世产生好奇。另一个重要手段是设立干扰项，故意让某些角色看起来像坏人，使得玩家把焦点更多地放在他们身上，辨认“真正的坏人”就更加困难了。他的目的是给玩家角色更强的个性，让玩家轻易对他们产生同理心。按计划，他打算以第一人称视觉呈现游戏，认为这样做的影响更加强烈，比第三人称视觉更有趣，而这也会以一种真实的方式限制玩家能获得的资讯，玩家只知道他们的经历和所得到的情报。由于玩家角色在大多数游戏中会死很多次，钢太郎认为游戏角色的死亡被轻描淡写了，成了游戏的弱点所在。于是，他尝试让玩家保持对剧情的敏感度，而不是角色的敏感度，从而保持剧情发展，避免角色的死亡。
在创作剧情时，他先写逆转结局，再从结局倒回去。他利用电子表格设计游戏流程图，写出了游戏不同场景中可能结果的原型。之后，他再结果匹配到流传图中，构思每个剧情的细节。他在写每一幕的时候，都会从玩家游戏时的角度思考，决定根据结果创作的剧情，这是他编剧时最重要的一点。在他看来，编写玩家决定结果时的关键因素是玩家作出抉择后，所产生的重要性会更加大，后果只有在玩家了解到更多讯息后才揭露，这会保持较高的悬念，避免选择引发不重要结果的情况出现。他所遇到的一大挑战是通过所有分支路线保持玩家的兴趣，为此他尝试让每个分支朝着不同的方向发展，避免重复和疲劳，保持玩家的动力。在自行构思第二部的设定、场景和角色的同时，他找来一位子编剧帮助他，而到了第三部更找来了两位子编剧。他们会在一起头脑风暴，寻找作品不足之处，提出完善场景的对策。

### 谜题
“逃脱”场景的制作目的是勾起玩家的本能欲望。钢太郎希望玩家体现“我找到了！”的本能快感。针对谜题，钢太郎会思考越会考虑整个故事中的细节，找到游戏中的噱头和道具。确定好后，他们开始融入谜题。他还参考了跟谜题相关网站。不过他自己不负责谜题的设计，反倒将更多的指导工作交给其他人员，之后再三确认设计。由于谜题融合剧情，开发团体为避免玩家解不开谜题卡关，他们设置了许多明显的提示，玩家多次点击物件就会出现。随着玩家不断点击，提示会愈发明显，直至几乎解开解决方案的地步。第二部作品新增了难度设置，低难度下的谜题会更容易解决。
第二部的画面从第一部的二维变成了三维，这种改变会影响谜题的创作，因此开发团体选择将物体分层放在彼此的背后，或是一次性呈现所有物体。由于第二部作品要在全球发行，谜题设计时要避免日文文字和日本文化参考，最终谜题大量运用了国际通用的数字符号。到了首部作品的iOS版本，谜题在新的剧情场景下要么被删掉，要么被更改，开发团体之所以这样做，是希望照顾到那些不太会解谜，或是不常玩游戏，或者可能没有游戏主机的玩家。然而，钢太郎表示，员工认为游戏没了原版的谜题场景是不完整的。

## 本地化
游戏由Aksys Games负责本地化。Chunsoft是Spike最开始的介绍公司，当时Chunsoft希望游戏成为公司在美国发行的首部作品。评估的时候，Aksys公司内的许多人不太详细游戏，便拒绝了，这是因为负责评估的人士不说日语，很难判断游戏是好是坏。最终他们觉得对游戏进行本地化，这对公司来说是很大的风险。开展工作时，Aksys秉持着保持日文原版精髓的理念，选择让对白听上去像是母语人士讲的，而不是严格遵照日文的措辞。前两部作品本地化编辑本·贝特曼（Ben Bateman）用更加宽广的视觉看待编剧，检查剧本逐行逐幕，而不是逐词逐句，思考如何用英文传达同个概念。游戏的大多数环节都设置了笑话，日文版也有笑话，但两者不同。贝特曼尝试用类似的内容和概念创作类似的笑话，他在增删剧情上有非常大的自由，只要不影响剧情。
本地化该系列的最大挑战是要面面俱到，这是因为游戏有不同的分支路线，每个人物在不同路线所了解到的东西各不相同，这影响到了措辞和语气。虽然Spike Chunsoft处理了很多这方面的问题，游戏的许多部分还是需要选择不同的英语词汇，取决于角色是否了解到特定的事情。在这种情况下，本地化团队必须往后回溯剧情。完成项目期间，Aksys Games回合Spike Chunsoft透过电子邮件通讯，确保他们传出了游戏原本的信息。题目《Zero Escape》是在第二部作品本地化的过程中决定的，当时团队希望给两部作品打造一件“标志性的马甲”。他们的选题时，以前两部作品的涵义和共通点为依据，得出答案就是角色“零”和两部游戏卷入“一场危机逃出”的途径。题目也有“你有零次脱逃机会”的双重意义，后来被《刻之困境》的日本版采纳，而《999》和《善人死亡》再版发行时也改掉了日文标题《Kyokugen Dasshutsu》。
在第一部作品中，团队面临着及时完成本地化的挑战。游戏译者中山信原用30天完成工作，而剪辑过程花了两个月。因此，贝特曼是在“飞机上”完成大多数工作。信原在开展工作前会玩一遍游戏，但没有打通关，直到翻译工作完成了一半以上。了解到剧情建基于日文的双关语，他们停下工作，与钢太郎展开讨论，想出解决方案，打通整部游戏，确保翻译过来的剧情仍保有意义。第二部作品的翻译花了约三个月，剪辑花了四个月。本地化的一大挑战抓住结局中的几个贯穿整个剧情的微妙线索。跟前两部作品不同，第三部的北美版和日本版一起制作。

## 发行
| 游戏                   | Fami通 | Metacritic                                           |
| ---------------------- | ------ | ---------------------------------------------------- |
| 極限脫出 9小時9人9扇門 | 36/40  | 82/100                                               |
| 极限脱出ADV 善人死亡   | 34/40  | 88/100 (3DS) 84/100 (Vita)                           |
| 极限脱出 刻之困境      | 32/40  | 81/100 (3DS) 83/100 (Vita) 80/100 (PS4) 78/100 (Win) |
| 极限脱出：九人游戏     | –      | 87/100 (PS4) 86/100 (Win) 83/100 (Vita)              |

《极限脱出》系列获得评论人的好评，其中前两作在许多媒体的评论中都获得了完美的分数。钢太郎指出《999》在北美获得不俗的口碑，直接影响了《善人死亡》的开发。但在同时，系列在日本销量不济，其中前两作表现不佳，他们各自空降日本的那年中，首部作品卖出27762份，第二部在任天堂3DS和PlayStation Vita卖出14023份。截至2018年7月，系列在全球卖出50多万份。
部分评论人称赞游戏的剧情：“任天堂全球报告”（Nintendo World Report）的安迪·戈尔根（Andy Goergen）指出，《999》真正扩展了剧情向游戏能够抵达的方面，而“Gamasutra”的克里斯蒂安·努特（Christian Nutt）表示钢太郎“推动了电子游戏剧情的边界”。“Destructoid”的托尼·庞塞（Tony Ponce）称《999》是“有史以来最伟大的视频游戏故事之一”，很好的示范了游戏应该有的引人入胜且强大的剧情。“1UP.com”的鲍勃·麦基（Bob Mackey）将《999》列入“必玩”任天堂DS视觉小说清单，强调了游戏的剧情、主题和“滑稽的叙事实验”，称《善人死亡》是“美国有史以来最伟大、最出格的视觉小说之一”。《Fami通》的编剧喜欢解决《999》谜题时的紧张剧情和成就感，还有《善人死亡》中环环紧扣的剧情和流程图系统。“Kotaku”的杰森·施瑞尔（Jason Schreier）将《999》和《善人死亡》列入“必玩”视觉小说清单，认为它们值得不喜欢动漫桥段的玩家游玩。施瑞尔也是《连线》杂志的作者，他在杂志的文章中称《999》的剧情“有突破性”，喜欢游戏的结局和阵容，但认为有些桥段“稀松平常”，没有真正的危险感。
不过，谜题部分获得的评价就褒贬不一。《善人死亡》被“Gamasutra”和《游戏开发人杂志》一同列入2012年十佳游戏榜单，因它将剧情纳入游戏系统，不是当作系统的点缀。施耐德不喜欢《999》每次过关都要重复完成谜题。“任天堂Life”的迈克·曼森（Mike Manson）和RPGFan的约翰·迈克卡罗尔（John McCaroll）发现《善人死亡》谜题部分的控制出现问题“冒险游戏玩家”的奥斯汀·布辛格（Austin Boosinger）表示，尽管《善人死亡》的谜题在主题上说得通，但“跟他们的同类比起来相对没那么的有灵感”，并非所有谜题都有趣或引人入胜。